# Mimoperadectes
Mimoperadectes is een geslacht van uitgestorven buideldieren uit de familie Peradectidae. Deze opossumachtige dieren leefden in het Eoceen in Noord-Amerika.

## Fossiele vondsten
Het geslacht Mimoperadectes omvat drie soorten die tijdens het Wasatchian leefden. De typesoort M. labrus is bekend van fossiele vondsten in de Amerikaanse staten Wyoming en Colorado. Vondsten uit Clark's Fork-bekken uit het Paleoceen gelden als twijfelachtig. Fossielen van M. houdei zijn gevonden in de Willwood-formatie in Wyoming, waaronder een gedeeltelijke schedel. M. sowasheensis werd beschreven op basis van vondsten in de Tuscahoma-formatie in Mississippi.

## Kenmerken
Mimoperadectes was met een geschat gewicht van ongeveer 250 gram de grootst bekende buideldierachtige in Noord-Amerika tijdens het Tertiair. Het dier was zo van vergelijkbare grootte als een hedendaagse wolhaaropossum. De tanden wijzen op een omnivore leefwijze.